# Нижняя Албота
Нижняя Албота (рум. Albota de Jos, Албота-де-Жос) — село в Тараклийском районе Молдавии. Является административным центром коммуны Нижняя Албота, включающей также сёла Хаджикей и Хыртоп.

## География
Село расположено на высоте 65 метров над уровнем моря. Через село, по направлению с севера на юг протекает река Салчия, левый приток реки Большая Салчия (водосборный бассейн реки Ялпуг).

## Население
По данным переписи населения 2004 года, в селе Албота де Жос проживает 825 человек (400 мужчин, 425 женщин).
Этнический состав села:
| Национальность | Число жителей | Процентный состав |
| -------------- | ------------- | ----------------- |
| болгары        | 518           | 62.79             |
| молдаване      | 187           | 22.67             |
| гагаузы        | 51            | 6.18              |
| русские        | 49            | 5.94              |
| украинцы       | 17            | 2.06              |
| цыгане         | 1             | 0.12              |
| прочие         | 2             | 0.24              |
| Всего          | 825           | 100 %             |